# Waxahatchee

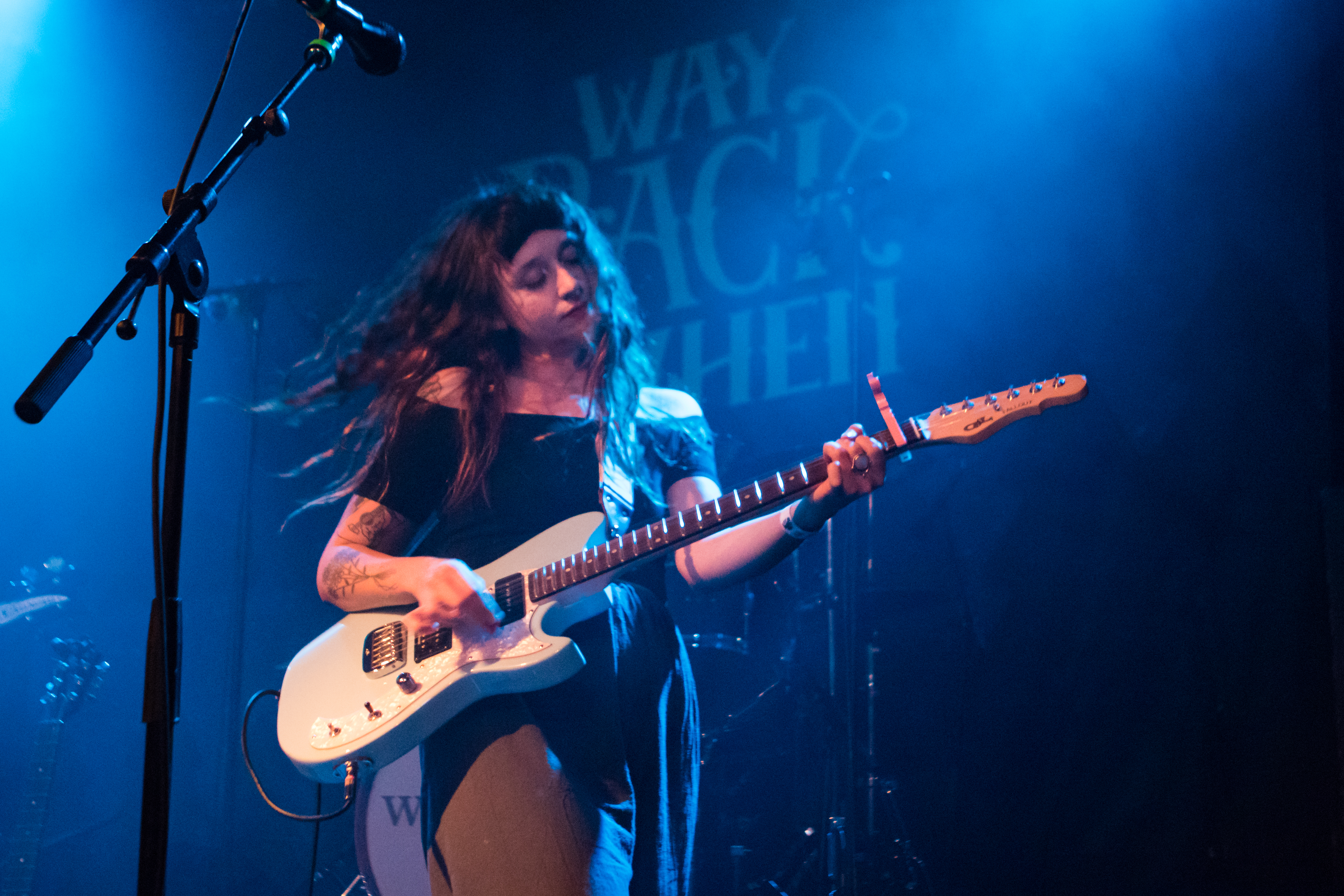
Waxahatchee auf dem WayBackWhen-Festival 2017

Waxahatchee ist ein US-amerikanisches Indie-Rock-Band-Projekt aus Birmingham (Alabama), das die Sängerin-Songschreiberin Katie Crutchfield 2010 mit befreundeten Musikern gründete. Sie ist nach wie vor die Bandleaderin, schreibt die Texte und komponiert das meiste musikalische Material. Der ungewöhnliche Name stammt vom Waxahatchee Creek im US-Bundesstaat Alabama.

## Bandgeschichte

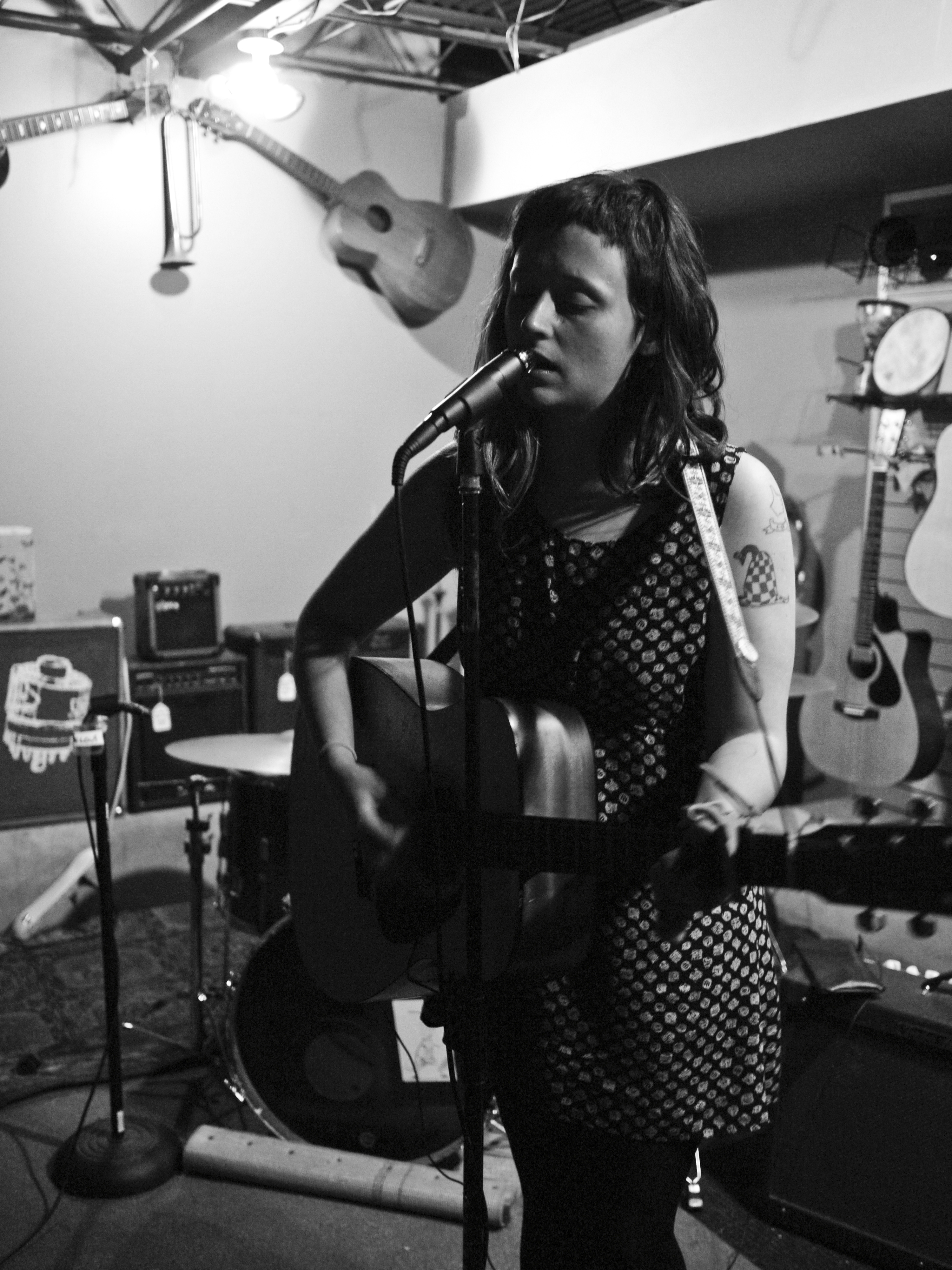
Waxahatchee, 2012

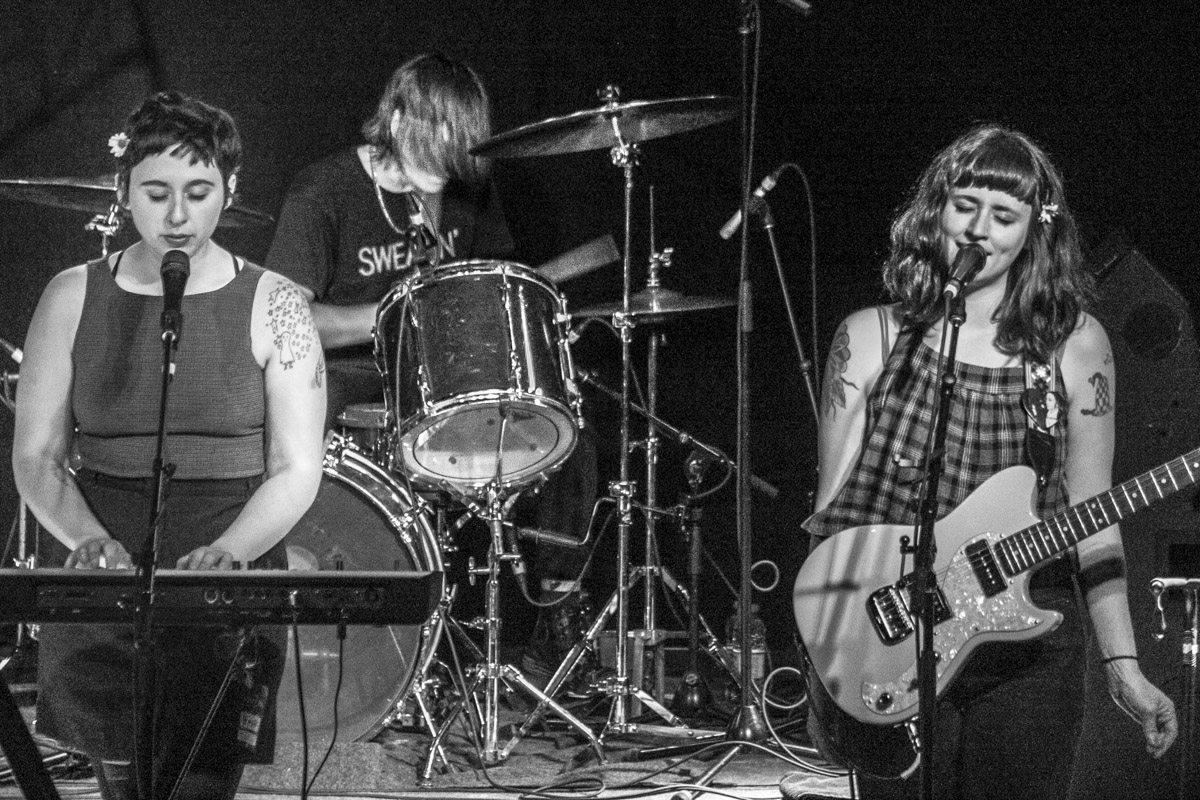
Crutchfield Twins on stage, 2015

Ursprünglich spielte Katie Crutchfield zusammen mit ihrer Zwillingsschwester Allison in der Punkrockband The Ackleys, später in der Pop-Punk-Band P.S. Eliot, gegründet 2007 in Birmingham, Alabama. Katie spielte diverse E-Gitarren und sang, Allison war die Schlagzeugerin. Noch während dieses Musikprojekt bestand, begann sie eigene Soloprojekte, trat etwa als Singer-Songwriterin King Everything auf. Eines dieser neuen Projekte nannte sie Waxahatchee und erste Songs wurden 2011 als Split-Musikkassette unter dem Namen Dragon (zusammen mit Chris Clavin) vom Indie-Label Plan-It-X Records aus Bloomington (Indiana) veröffentlicht. Zu ihren Vorbildern, die sie, seit sie fünfzehn war, immer inspiriert haben, zählten R.E.M. und The Velvet Underground, Neko Case und beim Songwriting insbesondere Lucinda Williams. Zumindest ein Williams-Covertitel, zumeist der Song Greenville, ist bei Waxahatchees Liveauftritten fast immer dabei.
Das erste richtige eigene Album von Waxahatchee, American Weekend (2012) nahm Katie innerhalb einer Woche überwiegend bei sich zuhause in Birmingham (Alabama) auf. Das macht man so in der Do-It-Yourself-Rockpunkszene. Es erschien beim auf Punkrock spezialisierten Indie-Label Don Giovanni Records aus New Brunswick (New Jersey). Es erhielt in der US-Indie-Musikszene gute Besprechungen, etwa beim Dusted Magazine und beim National Public Radio. Der Song Catfish wurde beim populären Radio-Podcast Welcome to Night Vale vorgestellt.
Das zweite Album Cerulean Salt erschien im März 2013 wiederum bei Don Giovanni Records in den Vereinigten Staaten und vier Monate später bei Wichita Recordings in England. Die britische Rock-Musikkritikpresse gab durchgehend sehr gute Bewertungen für das Album („earned high praise across the board“). Die Band hatte gemeinsam mit der kanadischen Indieband Tegan and Sara im Frühherbst eine mehrere Wochen lange Tournee durch Großbritannien. Im US-Musikmagazin Pitchfork wurde Cerulean Salt Ende 2019 auf Platz 104 der 200 besten Alben der 2010er Jahre gewählt.
Ivy Tripp, ihr drittes Album, erschien im April 2015 dann bereits beim größeren Indie-Musiklabel Merge Records aus Durham (North Carolina) und zeitgleich bei Wichita Records für Europa. Die Tournee zum Album ging durch fünf europäische Hauptstädte, einige nordamerikanische Großstädte und etliche große britische Städte. Benannt ist das Album nach einem verstorbenen Freund namens Tripp; die Wortschöpfung Crutchfields zielt auf die gelegentliche Orientierungsnot, das nicht Planbare im Leben gerade jüngerer Menschen. Ihr „Wille zur Authentizität macht Waxahatchee zu einer der derzeit interessantesten US-Songwriterinnen“, lobt das Intro-Musikmagazin.
Im April 2017 beteiligte sich die Band an Our First 100 Days, dem Protest gegen den Amtsantritt Donald Trumps. Waxahatchees viertes Album Out in the Storm kam am 14. Juli 2017 auf Merge Records heraus. Die US-Rolling-Stone-Rezension lobte: „Jeder Song ist ebenso erschöpfend wie mitreißend.“ Sogar in Deutschland bekam es sehr gute Besprechungen, etwa von der FAZ. Das Album, auf dem erstmals auch Zwilling Allison mitspielte und die Keyboards übernahm, habe das Potenzial, „nun endgültig den Status der Geheimtipp-Band hinter sich lassen“. Jon Caramanica, Musikkritiker der New York Times, charakterisierte Waxahatchee im September 2017 in einem ausführlichen Musikerporträt als zeitgenössische Bannerträger des Indierocks („indie-rock flagbearers“). Die Band tourte im ersten Halbjahr 2017 gemeinsam mit The New Pornographers aus Kanada quer durch die USA. Im Frühherbst 2017 tourte Waxahatchee durch Zentraleuropa und Skandinavien und hatte mehrere Auftritte in Deutschland, darunter dem Reeperbahn Festival. Wie eine typische Rock-Jamband sind sie beinah permanent auf Tournee, im Spätherbst 2017 vorwiegend in den US-amerikanischen Südstaaten.
Im Januar 2018 kam beim Indielabel Dead Oceans aus Bloomington, Indiana als Gemeinschaftswerk mit dem Ex-Woods-Bassgitarristen und Sänger-Songschreiber Kevin Morby die zwei Songs umfassende Single Farewell Transmission b/w The Dark Don't Hide It heraus. Beide Songs stammen aus der Feder des 2013 frühverstorbenen trunksüchtigen US-Songpoeten Jason Molina, die Coverversionen stellen eine Hommage an ihn dar. Alle Einnahmen der Digitalsingle gehen an die Wohltätigkeitsorganisation Musicares. Im Februar 2018 kam bei Third Man Records die Vinylsingle Live At Third Man heraus. Sie enthält den Lucinda-Williams-Coversong Greenville und die Eigenkomposition La Loose, beide live aufgenommen im März 2017.
Waxahatchee eröffnete am 10. März 2018 in der Konzerthalle Hollywood Palladium das erste Konzert der Jawbreaker in Los Angeles seit 22 Jahren. Am 9. Juni 2018 gastierte sie gemeinsam mit Courtney Barnett im Bataclan in Paris, gefolgt von einer Tournee durch die großen Städte Englands. Eine lange Tour durch nordamerikanische Großstädte zusammen mit Barnett steht danach an. Ein von Merge Records auf Youtube
am 17. Juli 2018 veröffentlichte Digital-Single, Chapel of Pines, geht auf Solo-Pfad zurück zu Katie Crutchfields Wurzeln, dem Emo-Songwriter-Sound von Cerulean Salts. Es ist ein Vorab zur am 7. September herausgekommenen Great Thunder-EP. Die sechs von Katie Crutchfield geschriebenen Songs, produziert von Brad Cook, sind eher ruhig und solo vorgetragen, eine 180 Grad Kehrtwende gegenüber dem 'Storm'-Album. In den Songtexten dreht es sich um Selbstverständnis und Beziehungsdynamiken, sie betont ihr Nichtabgehobensein. Im ersten Halbjahr 2019 tourte Katie Crutchfield in den US-Westküstenstaaten. Begleitet wurde sie dabei von der vierköpfigen Band Bonny Doon aus Detroit.
Am 27. März 2020 veröffentlichte Waxahatchee das Album Saint Cloud, bei dem Crutchfield laut dem Radiosender ByteFM zu „textliche[r] Höchstform“ auflaufe, während die Musik einen starken Alternative-Country-Einschlag bekommen habe. Inhaltlich geht es in den elf Tracks des wiederum auf Merge Records herausgekommenen Albums um den langen Kampf und die 2018 gewonnene Überwindung einer jahrelangen Alkoholsucht. „Crutchfield ist nun eine Entdeckerin, die ihre Welt neu wahrnimmt.“ Der Albumtitel Saint Cloud verweist unter anderem auf St. Cloud in Florida, der Heimatstadt ihres Vaters. Waxahatchee gelangte in der zweiten Aprilwoch 2020 auf No. 7 der US Billboard's Emerging Artists Charts, denn Saint Cloud war zugleich No. 1 der Billboard Heatseekers Albums, No. 2 der Americana/Folk Albums und No. 6 der Alternative Albums mit 7000 Einheiten. Die Single Lilacs schaffte zeitgleich die No. 36 auf der Adult Alternative Songs Radiochartsliste.
Auch US-amerikanische Indie-Musiker wie Waxahatchee entdecken die Möglichkeiten, durch eigene Live-Streaming-Angebote wieder in direkten Kontakt mit ihrem Publikum zu kommen. In einem Tweet vom 27. Mai gab sie bekannt, dass sie an den fünf Montagen des Juni 2020 jeweils ab 20h Ortszeit ihre fünf Studioalben komplett live spielen wird. Die Reihe begann am Pfingstmontag, 1. Juni mit American Weekend.
Im Juli 2021 ist Waxahatchee beim Newport Folk Festival aufgetreten. Zuvor wurde bekannt, dass ihr Album  St. Cloud den Libera Award 2021 der A2IM in der Kategorie Best Country Record gewonnen hat.
Nach einer längeren Covid-Pandemie-bedingten Auftrittspause wird Waxahatchee am 20. Februar 2022 ein Konzert in der Thalia Hall Chicago per US-Konzert-Streamingdienst Mandolin.com und GCTV in alle Welt livestreamen. Aufgrund der Zeitzonen können Interessenten in Europa denselben live nur in den nächtlichen Morgenstunden des 21. Februars empfangen.
Katie Crutchfield hat mit Jess Williamson gemeinsam 2021 ein neues Bandprojekt namens Plains gegründet. Neben diesen beiden Frontfrauen und Songschreiberinnen sind Brad Cook (Akustische und E-Gitarre, Wurlitzer, Mellotron, Bass), Phil Cook (Piano, Wurlitzer, Organ, Dobro, Banjo, Electric Slide), Spencer Tweedy (Drums, Perkussion), Andrew Marlin (Mandolin, Akustische Gitarre), Libby Rodenbough (Fiddle) und Alex Farrar (E-Gitarre) mit dabei. Die Besetzung macht klar, das Genre der Band ist Alternative Country. Das erste Album der Formation namens I Walked With You A Ways erschien am 14. Oktober 2022 beim Label ANTI-Records.

## Diskografische Anmerkungen
- American Weekend (2012, Don Giovanni Records)
- Cerulean Salt (2013, Don Giovanni Records USA; Wichita Recordings UK)
- Ivy Tripp (2015, Merge Records)
- Early Recordings (EP 2016, Merge) – Wiederveröffentlichung des Dragon-Materials von 2011[44]
- Out in the Storm (2017, Merge Records)[45]
- Farewell Transmission b/w The Dark Don't Hide It (Duo Kevin Morby & Waxahatchee) (2018, Dead Oceans)
- Great Thunder (EP 2018, Merge)
- Saint Cloud (2020, Merge)
- Tigers Blood (2024, Anti-)

## Belege
1. ↑  „Split by Waxahatchee and Chris Clavin“, Rate Your Music 2015
2. ↑  Katie Crutchfield on the Art of Songwriting, Rolling Stone 14. Oktober 2018, abgerufen am 16. November 2019
3. ↑  Car Wheels On A Gravel Road Turns 20: Guest Essay By Waxahatchee’s Katie Crutchfield, Stereogum 29. Juni 2018, abgerufen am 3. Juli 2018
4. ↑  Just Announced: Lucinda Williams’ Car Wheels On A Gravel Road 20th anniversary tour, thekey.xpn.org der University of Pennsylvania vom 20. August 2018, abgerufen am 5. September 2018
5. ↑  „Waxahatchee: A Love Song, Without The Love“, NPR vom 11. Juni 2012, abgerufen am 10. August 2017
6. ↑  Waxahatchee sign to Wichita, Internet Archive Backup der Meldung auf der Wichita Recordings Webpräsenz, abgerufen am 10. August 2017
7. ↑  History of the Band (Memento des Originals vom 26. Juni 2018 im Internet Archive)  Info: Der Archivlink wurde automatisch eingesetzt und noch nicht geprüft. Bitte prüfe Original- und Archivlink gemäß Anleitung und entferne dann diesen Hinweis., abgerufen am 14. Juli 2018
8. ↑  „Waxahatchee Announces UK Tour + Cerulean Salt Out Now!“, Internet Archive Backup der Meldung auf der Wichita Recordings Webpräsenz, abgerufen am 10. August 2017
9. ↑  The 200 Best Albums of the 2010s, Pitchfork Mag vom 8. Oktober 2019, abgerufen am 10. November 2019
10. ↑  Waxahatchee shares album details, a new song, and announces spring tour, Pressemeldung von Merge Records vom 12. Januar 2015, abgerufen am 10. August 2017
11. ↑  Von einer, die auszog, das Hadern zu lernen (Memento vom 24. Oktober 2017 im Internet Archive), Waxahatchee im Gespräch bei Intro vom 31. März 2015, abgerufen am 24. Oktober 2017
12. ↑  Crutchfield’s fourth album features sharp, gorgeous songwriting, Out in the Storm Album-Rezension in Pitchfork Media vom 13. Juli 2017, abgerufen am 5. Oktober 2017
13. ↑  Review: Waxahatchee's Grueling, Thrilling LP Is Indie Rock Band's Sharpest Yet, Rolling Stone vom 18. Juli 2017, abgerufen am 30. Oktober 2017
14. ↑  Florian Kölsch: Album der Woche: Lang lebe der Grunge, Rezension in der FAZ vom 4. August 2017, abgerufen am 10. August 2017
15. ↑  Noah Yoo: „The New Pornographers and Waxahatchee Announce Tour“, in Pitchfork Media vom 17. Januar 2017, abgerufen am 10. August 2017
16. 1 2  siehe Waxahatchee auf Bandcamp
17. ↑  Waxahatchee presented by NDR Info in HH 23. Sept. 2017, Reeperbahn-Festival, abgerufen am 5. Oktober 2017
18. ↑  Waxahatchee permanently on US tour, bandsintown, abgerufen am 31. Oktober 2017
19. ↑  Farewell Transmission b/w The Dark Don't Hide It by Kevin Morby & Waxahatchee, Bandcamp Januar 2018, abgerufen am 21. Juni 2018
20. ↑  siehe Discogs-Database
21. ↑  Zum Tode von Jason Molina : Dunkelblaufastschwarz, Nachruf der FAZ vom 20. März 2013, abgerufen am 5. Juli 2018
22. ↑  these two jason molina covers, Instagram 25. Januar 2018, abgerufen am 5. Juli 2018
23. ↑  Source siehe Discogs
24. ↑  Jawbreaker played BK Steel again, with Waxahatchee, 28. Februar 2018 auf BrooklynVegan, abgerufen am 28. Juni 2018
25. ↑  Critique de Courtney Barnett + Waxahatchee + Loose Tooth à Bataclan, Paris, Konzertkritik (französisch) vom 22. Juni 2018 auf concertandco.com, abgerufen am 28. Juni 2018
26. ↑  Courtney Barnett North America Tour 2018, Tourplan auf Instagram, abgerufen am 5. Juli 2018
27. ↑  Waxahatchee Chapel of Pines, Pitchfork vom 17. Juli 2018, abgerufen am 18. Juli 2018
28. ↑  Waxahatchee Revisits Her Stripped Down Origins On Her ‘Great Thunder’ EP, uproxx vom 17. Juli 2018, abgerufen am 7. September 2018
29. ↑  Singer's No Star Lyrics, Genius 2018, abgerufen am 7. September 2018
30. ↑  Waxahatchee Maps Out 2019 West Coast Tour with Bonny Doon, exclaim.ca, abgerufen am 21. Mai 2019
31. ↑  Waxahatchee – „Saint Cloud“ (Rezension) – ByteFM. In: ByteFM Blog – News und Rezensionen aus unserer Redaktion. 25. März 2020, abgerufen am 26. März 2020.
32. ↑  Waxahatchee Traces the Sound of Recovery on 'Saint Cloud': 'I Had to Hit Pause', billboard.com vom 26. März 2020, abgerufen am 29. März 2020 (englisch)
33. ↑  „Ich bin zu alt für sowas“ Waxahatchee machen jetzt Americana, Langinterview auf spex.de vom 30. März 2020, abgerufen am 4. April 2020
34. ↑  Jeremy D. Larson: „vivid modern classic of folk and Americana“, Album-Rezension auf pitchfork.com vom 27. März 2020, abgerufen am 29. März 2020
35. ↑  Waxahatchee – ‘Saint Cloud’ review: Katie Crutchfield embraces her Americana idols with stunning results, nme.com 23rd March 2020, abgerufen am 9. April 2020
36. ↑  Plus, Waxahatchee debuts in the top 10, billboard.com vom 8. April 2020, abgerufen am 10. April 2020
37. ↑  Tweet von Katie Crutchfield zu ihrer Live-Stream-Serie, Twitter 27. Mai 2020, abgerufen am 1. Juni 2020
38. ↑  Musikerliste des Newport Folk 2021, newportfolk.org (WaybackArchive), abgerufen am 3. Juli 2021
39. ↑  Saint Cloud (Merge Records) Libera Award Best Country Record, Wayback-Archivversion der Originalseite liberaawards.com, abgerufen am 5. Juni 2022
40. ↑  Waxahatiche Concert live in Chicago 20 Feb 2022, abgerufen am 7. Februar 2022
41. ↑  Mandolin Live app Android, abgerufen am 7. Februar 2022
42. ↑  I Walked With You A Ways by Plains, auf Bandcamp, abgerufen am 9. März 2023
43. ↑  Waxahatchee in den britischen und US-amerikanischen Charts
44. ↑  Waxahatchee: Early Recordings, Pitchfork-Review vom 15. Juni 2016, abgerufen am 20. Oktober 2019 (englisch)
45. ↑  Sarah Murphy: Out in the Storm Review, Exclaim! Music Mag 12. Juli 2017, abgerufen am 26. Oktober 201